# Маркіньйос (футболіст, 1999)
Жозе Маркос Коста Мартінс (порт. José Marcos Costa Martins, 23 жовтня 1999, Каджарі), більш відомий як Маркіньйос (порт. Marquinhos) — бразильський футболіст, атакувальний півзахисник угорського «Ференцвароша».

## Біографія
Вихованець клубів «Ітуано» та «Осаско Аудакс», після яких 2016 року приєднався до «Атлетіко Мінейро» і дебютував у клубі в наступному році.
Під час чемпіонату Бразилії 2018 року виступав на правах оренди за інший клуб Серії А «Шапекоенсе», зігравши за нього два матчі.
Він повернувся в «Атлетіко» в 2019 році і почав частіше виходити на поле за нових тренерів Родріго Сантани та Вагнера Манчіні . 6 листопада 2019 року Маркіньйос забив свій перший гол на дорослому рівні, відкривши рахунок у матчі Серії А проти клубу «Гояс» (2:0)

## Титули і досягнення
- Чемпіон Угорщини (2):

«Ференцварош»: 2021-22, 2022-23
- Володар Кубка Угорщини (1):

«Ференцварош»: 2021-22